# Inmortales (canción de Cementerio Club)
«Inmortales» es una canción interpretada por la banda peruana de rock Cementerio Club, que fue publicada en su tercer álbum de estudio titulado Vacaciones en Mediocielo (2003), fue lanzada como sencillo principal en el mes de agosto de ese mismo año bajo su discográfica Lamparin Producciones.

## Antecedentes
La canción fue escrita por Arbulú (el líder de la banda), y que parece simbolizar una conexión perpetua más allá de la vida física del ser humano.
El sencillo ingresó a rotación en las principales radioemisoras de Lima y provincias y cuenta con un video dirigido por el prestigioso Percy Cespedez. Este video está también instalado en la programación nacional e internacional vía MTV.

## Lista de canciones

### CD - Promo
| Inmortales — Single |              |          |  |
| N.º                 | Título       | Duración |  |
| 1.                  | «Inmortales» | 3:57     |  |

## Posiciones en las listas
| Listas (2003)                               | Posición |
| ------------------------------------------- | -------- |
| Estados Unidos Billboard Rock Latin Airplay | 78       |

## Premios y nominaciones
| Año  | Publicación | País | Lista                                 | Puesto |
| ---- | ----------- | ---- | ------------------------------------- | ------ |
| 2006 | Alborde     | EUA  | 500 canciones del Rock Iberoamericano | 483°   |